# La fiamma della vita
La fiamma della vita (The Flame of Life) è un film muto del 1923 diretto da Hobart Henley.

## Produzione
Il film fu prodotto dall'Universal Pictures per la serie Universal-Jewel che designava i film su cui la compagnia puntava come prodotto di eccellenza dell'anno. Nel 1916, That Lass o' Lowrie's, il romanzo di Frances Hodgson Burnett da cui è tratto il soggetto del film, era già stato portato sullo schermo da Robert Z. Leonard con Secret Love, interpretato da Wallace Beery nel ruolo di Don Lowrie.

## Distribuzione
Distribuito dall'Universal Pictures, il film uscì nelle sale degli Stati Uniti il 5 febbraio 1923.

### Date di uscita
- USA: 5 febbraio 1923
- Portogallo: A Chama da Vida - 18 agosto 1925
- USA: That Lass o' Lowrie's (titolo di lavorazione)

## Censura
Per la versione distribuita in Italia la censura impose le seguenti modifiche:
- Attenuare sia nella 1ª che nelle altre parti le scene di attrito fra Lowrie e sua figlia Giovanna.
- Nella 2ª parte ridurre a fugace visione le scene repugnanti e brutali della lunga lotta fra Dac Lowrie e Fergus, così pure nella 3ª parte la lotta fra Giovanna ed un'altra operaia.
- Nella stessa parte 3ª attenuare sensibilmente gli ultimi quadri in cui si svolge la visione dell'odio scatenatosi tra padre e figlia.
- Nella parte 4ª modificare la scena in cui Dac Lowrie, per causare la morte di Fergus, entrato nella miniera, accende la pipa per far scoppiare il gas, facendo invece risultare l'incendio come effetto di un caso fortuito e non di un deliberato proposito.[1]